# Raleigh (ort i Australien)
Raleigh är en ort i Australien. Den ligger i kommunen Bellingen och delstaten New South Wales, i den sydöstra delen av landet, omkring 410 kilometer nordost om delstatshuvudstaden Sydney. Antalet invånare är 259.
Närmaste större samhälle är Toormina, omkring 15 kilometer nordost om Raleigh. 
I omgivningarna runt Raleigh växer i huvudsak städsegrön lövskog. Genomsnittlig årsnederbörd är 1 716 millimeter. Den regnigaste månaden är januari, med i genomsnitt 287 mm nederbörd, och den torraste är oktober, med 24 mm nederbörd.